# YouNuts!
YouNuts! è un duo di registi italiani formato da Niccolò Celaia (Roma, 1986) e Antonio Usbergo (Roma, 1986).

## Biografia
Romani, si sono conosciuti verso la fine degli anni duemila, quando Antonio Usbergo, titolare di uno studio di comunicazioni e videomaker, aveva contattato Niccolò Celaia, noto nella scena rap indipendente romana come autore di videoclip, per realizzare insieme una pubblicità per la TIM. La collaborazione si è poi estesa anche ad altri progetti, finché i due non hanno iniziato a lavorare stabilmente insieme fondando nel 2014 la YouNuts Production e firmando i loro progetti con il nome "YouNuts!".
Gli YouNuts! si sono presto fatti notare come registi di video musicali, lavorando per le maggiori etichette italiane, come Universal, Warner, Sony Music e BMG, con artisti quali Jovanotti, Elisa, Achille Lauro, Marco Mengoni e Salmo. Nel 2019 vincono il premio per il miglior video italiano al Roma Videoclip Festival, con Non avere paura di Tommaso Paradiso.
Nel 2020 firmano il loro primo lungometraggio, Sotto il sole di Riccione, prodotto da Lucky Red e distribuito da Netflix. Nel 2022 dirigono altri due film, ...Altrimenti ci arrabbiamo!, reboot dell'omonimo film con Bud Spencer e Terence Hill, e Con chi viaggi, commedia on the road con Lillo Petrolo, Alessandra Mastronardi, Michela De Rossi e Fabio Rovazzi.
L'anno seguente sono registi delle commedie Grosso guaio all'Esquilino - La leggenda del kung fu ed Elf Me, entrambe con protagonista Lillo Petrolo e distribuite da Amazon Prime Video.

## Filmografia

### Cinema
- Sotto il sole di Riccione (2020)
- ...altrimenti ci arrabbiamo! (2022)
- Con chi viaggi (2022)
- Grosso guaio all'Esquilino - La leggenda del kung fu (2023)
- Elf Me (2023)

### Video musicali
- 40, Nayt feat. ZZ e G-Lu (2012)
- Solo un ricordo, Rapcore (2012)
- Uno contro uno, Mr. Phil feat. RM AllStarz (2012)
- La collina, Brokenspeakers (2013)
- Lontana da me, Coez (2013)
- Non cambio mai, Gemitaiz feat. MadMan (2013)
- Prison Break, Kaos (2013)
- Sergio Leone, Colle der Fomento (2013)
- La strada è mia, Coez (2014)
- A cena dai tuoi, Emis Killa feat. J-Ax (2013)
- Faraway, Salmo (2013)
- Fuori di qua (Out of My Way, Pt. 2), Gemitaiz (2013)
- K-Hole, Gemitaiz feat. Salmo (2013)
- Rob Zombie, Salmo feat. Noyz Narcos (2013)
- S.A.L.M.O., Salmo (2013)
- Blood Shake, Salmo feat. Dope D.O.D. (2013)
- Black Mirror, Gemitaiz feat. MadMan e Jay Reaper (2014)
- Fino all'alba, Nefer (2014)
- Gran rap, Deleterio feat. Marracash (2014)
- Giovane disorientato, Rocco Hunt (2014)
- Ho scelto me, Rocco Hunt (2014)
- Non sopporto, Salmo feat. Nitro e Jack the Smoker (2014)
- Rodeo, Fred De Palma feat. Guè Pequeno (2014)
- S.P.Q.R., Canesecco (2014)
- Sabato, Jovanotti (2014)
- Sangue, Mezzosangue (2014)
- Sayonara, Club Dogo feat. Lele Spedicato (2014)
- Scusa, Gemitaiz (2014)
- Soli (assieme), Emis Killa (2014)
- Status, Marracash (2014)
- Prima Che Tutto Voli Via, Canesecco feat. Uzi Junkana e Pakos (2014)
- A volte esagero, Marracash feat. Salmo e Coez (2015)
- I Lost My Faith, Ed Ward (2015)
- Loco loco loco, Bushwaka (2015)
- Phil De Payne, Nitro (2015)
- Stratocaster, Ensi feat. Noyz Narcos e Salmo (2015)
- Donatella, Donatella feat. Rettore  (2015)
- Pieno di vita, Jovanotti (2015)
- Ti ho voluto bene veramente, Marco Mengoni (2015)
- 1984,[8] Salmo (2015)
- Alberto Tomba,[8] Primo Brown (2015)
- Parole in circolo, Marco Mengoni (2016)
- Infinite volte, Lorenzo Fragola (2016)
- Comunque andare, Alessandra Amoroso (2016)
- E non hai visto ancora niente, Jovanotti (2016)
- Solo due satelliti, Marco Mengoni (2016)
- 7 am, Salmo (2016)
- A pieno titolo, Cor Veleno feat. Danno (2016)
- L'alba, Salmo (2016)
- Mr Thunder, Salmo (2016)
- Figli di papà, Sfera Ebbasta (2016)
- La risposta, Samuel (2016)
- Sai che, Marco Mengoni (2016)
- Oronero, Giorgia (2016)
- Coma, Gemitaiz feat. Victor Kwality (2016)
- Don Medellín, Salmo feat. Rose Villain (2016)
- Il primo, Gemitaiz (2016)
- Vedrai, Samuel (2017)
- Faccio un casino, Coez (2017)
- Taciturnal / Occhiali scuri, Coez feat. Gemello e Gemitaiz (2017)
- What Happened Last Night, The Kolors feat. Gucci Mane e Daddy's Groove (2017)
- Crazy, The Kolors (2017)
- Sirena, Gemello (2017)
- La statua della mia libertà, Samuel (2017)
- Resident Evil, TY1 feat. Clementino e Izi (2017)
- Riccione, Thegiornalisti (2017)
- Le luci della città, Coez (2017)
- Prisoner 709, Caparezza (2017)
- La Luna piena, Samuel (2017)
- Fenomenale, Gianna Nannini (2017)
- Cinema, Gianna Nannini (2017)
- La musica non c'è, Coez (2017)
- In mezzo al mondo, Biagio Antonacci (2017)
- Oh, vita!, Jovanotti (2017)
- Come neve, Giorgia feat. Marco Mengoni (2017)
- Fuori, Gemitaiz (2017)
- Parquet, Coez (2017)
- Infamity Show, Nitro (2018)
- Le canzoni, Jovanotti (2018)
- Il mondo prima di te, Annalisa (2018)
- Rivederti, Mario Biondi (2018)
- La nostra ultima canzone, Motta (2018)
- Questa nostra stupida canzone d'amore, Thegiornalisti (2018)
- Morirò da re, Måneskin (2018)
- Battaglia navale, Lorenzo Fragola (2018)
- Bye Bye, Annalisa (2018)
- Una grande festa, Luca Carboni (2018)
- Due destini (18th Anniversary), Tiromancino feat. Alessandra Amoroso (2018)
- Davide, Gemitaiz feat. Coez (2018)
- Spirit Riding Free, Thomas feat. Mal (2018)
- Felicità puttana, Thegiornalisti (2018)
- Super Martina, Lorenzo Fragola feat. Gazzelle (2018)
- New York, Thegiornalisti (2018)
- Quelli che restano, Elisa feat. Francesco De Gregori (2018)
- Mala, Elettra Lamborghini (2018)
- Se piovesse il tuo nome, Elisa (2018)
- Voglio, Marco Mengoni (2018)
- Trova un modo, Alessandra Amoroso (2018)
- Niente in cambio, Cor Veleno (2018)
- Mondiale, Emma Marrone (2018)
- Chiaro di luna, Jovanotti (2018)
- Sparare alla luna, Salmo feat. Coez (2018)
- È sempre bello, Coez (2019)
- Anche fragile, Elisa (2019)
- Stanza singola, Franco126 feat. Tommaso Paradiso (2019)
- Lunedì, Salmo (2019)
- Dov'è l'Italia, Motta (2019)
- Muhammad Ali, Marco Mengoni (2019)
- L'altra dimensione, Måneskin (2019)
- Vivere tutte le vite, Elisa feat. Carl Brave (2019)
- Maradona y Pelé, Thegiornalisti (2019)
- Avocado toast, Annalisa (2019)
- Prima o poi, Francesco Renga (2019)
- Veleno VII, Gemitaiz feat. MadMan (2019)
- Non avere paura, Tommaso Paradiso (2019)
- Charles Manson, Salmo feat. Dani Faiv, Nitro e Lazza (2019)
- Motivo, Gianna Nannini feat. Coez (2020)
- I nostri anni, Tommaso Paradiso (2020)
- In peggio, Dani Faiv (2020)
- 16 marzo, Achille Lauro (2020)
- Chega, Gaia (2020)
- Non è vero, The Kolors (2020)
- Sanguisuga, Bartolini (2020)
- Bam Bam Twist, Achille Lauro feat. Gow Tribe (2020)
- Ciclone, Takagi & Ketra, Elodie, Mariah feat. Gipsy Kings (2020)
- La isla, Elettra Lamborghini feat. Giusy Ferreri (2020)
- Defuera, Dardust feat. Ghali, Madame e Marracash (2020)
- Coco Chanel, Gaia (2020)
- Tra un anno, Samuel (2020)
- La ragazza dei tuoi sogni, Luciano Ligabue (2020)
- Volente o nolente, Luciano Ligabue feat. Elisa (2020)
- Ricordami, Tommaso Paradiso (2020)
- Finché ti va, Tiromancino (2020)
- 22 settembre, Ultimo (2020)
- 7+3, Ultimo (2020)
- Cocoricò, Samuel feat. Colapesce (2021)
- La canzone nostra, Mace feat. Blanco e Salmo (2021)
- Venere e marte, Takagi & Ketra feat. Marco Mengoni e Frah Quintale (2021)
- Mal di gola, The Kolors (2021)
- Mondo di fango, Gemitaiz (2021)
- Quello che non so di te, Motta (2021)
- Chiamami per nome, Francesca Michielin feat. Fedez (2021)
- Siamo donne x Sky Rojo, Jo Squillo e Sabrina Salerno (2021)
- Piuma, Alessandra Amoroso (2021)
- Sorriso grande, Alessandra Amoroso (2021)
- Ho spento il cielo, Rkomi feat. Tommaso Paradiso (2021)
- E poi finisco per amarti, Motta (2021)
- Buongiorno vita, Ultimo (2021)
- L'uomo dietro il campione, Diodato (2021)
- Magari no, Tommaso Paradiso (2021)
- Niente, Ultimo (2021)
- The Ecstasy of Gold, Il Volo (2021)
- Parentesi, Mara Sattei feat. Giorgia (2022)
- Lupin, Tommaso Paradiso (2022)
- Insuperabile, Rkomi (2022)
- Scatola / Caja, Laura Pausini (2022)
- Tutte le notti, Tommaso Paradiso (2022)
- Litoranea, Elisa feat. Matilda De Angelis (2022)
- Piove in discoteca, Tommaso Paradiso (2022)
- Vieni nel mio cuore, Ultimo (2022)
- Seria, Biagio Antonacci (2022)
- Viaggio intorno al sole, Tommaso Paradiso (2023)
- Coca zero, Pinguini Tattici Nucleari (2023)
- Amore indiano, Tommaso Paradiso e Baustelle (2023)
- La discoteca italiana, Fabio Rovazzi feat. Orietta Berti (2023)
- Blu ghiaccio travolgente, Tommaso Paradiso (2023)
- Che c'è di male, Max Gazzè (2023)
- Quando nevica, Elisa (2023)
- Occhi lucidi, Ultimo (2023)
- Un ragazzo una ragazza, The Kolors (2024)
- 100 messaggi, Lazza (2024)
- L'unico pericolo,[9] Ermal Meta (2024)
- Solo stanotte, Holden (2024)
- Altrove, Ultimo (2024)
- Karma, The Kolors (2024)
- Neve al sole, Ultimo (2024)
- Montecristo, Jovanotti (2024)
- La parte migliore di me, Ultimo (2024)
- Next Summer, Damiano David (2025)
- Bella davvero, Ultimo (2025)
- On Fire, Salmo (2025)
- Cartine corte, Salmo (2025)
- Occhi a cuore, Jovanotti (2025)
- Pronto come va, The Kolors (2025)

Solo Niccolò Celaia
- Piacere, dei Gente De Borgata (2007)
- Strade, Circolo Vizioso (2007)
- Shhhh!!!, Brokenspeakers (2007)
- Cinefila, Brokenspeakers (2008)
- Cinica, Beppe Ligorio (2008)
- Troppi equivoci, Matt Er Negretto (2008)
- Cattive notizie,[10] Brokenspeakers feat. Danno (2009) con Matteo Dell'Angelo
- La mia pistola, Brokenspeakers (2009)
- Noi o loro, Losk feat. Corax (2009)
- Quello che te serve, Manula Ostile feat. Matt Er Negretto (2009)
- Gente che, Canesecco feat. Diluvio e Gose (2010)
- Manca l'aria,[11] Deal Pacino feat. Aban (2010)
- Non te riesce, Brokenspeakers (2010)
- Per umili scenari, Tony Sky (2010)
- Poco di buono, Brokenspeakers (2010)
- Pugni al cielo,[11] Rapcore (2010)
- Senza poesia, Xtreme Team (2010)
- Cantano tutti, Primo & Squarta (2011)
- Fai la cosa giusta, Brokenspeakers (2011)
- Rap On, Nemmò & Nemmai (2011)
- Toto sempre con noi, Wena Tha Dogg (2011)
- Veniteme a fermà, Canesecco (2011)
- Lontano, Deal Pacino (2012)
- Senza mani, Coez (2012)

Solo Antonio Usbergo
- Never Mind, Mezzosangue (2012)
- Alba,[12] Ultimo (2023)